# Pasching (Gemeinden Perg, Windhaag)
Pasching  ist ein lokales Siedlungsgebiet im Unteren Mühlviertel in Oberösterreich, das teils zur Stadtgemeinde Perg und teils zur Gemeinde Windhaag bei Perg gehört. Es sollte nicht mit der Gemeinde Pasching am Südwestrand von Linz verwechselt werden. 

## Geographie
Das Siedlungsgebiet liegt auf um die 350 m ü. A. nordöstlich oberhalb der Stadt Perg, und der Südkante des Mühlviertels zum Machland. Die Gemeindegrenze Perg/Windhaag verläuft direkt an der Ortsstraße (Landesstraße L 1426), sodass das Siedlungsgebiet zwei Gemeinden anheimfällt.
Der Perger Anteil an Pasching wird statistisch als Siedlungsteil der Ortschaft Lehenbrunn gerechnet. Die Ortsbetafelung ist Karlingberg-Lehenbrunn (in offiziellen Ortschafts- und Straßennamen von Pergkirchen, der Katastralgemeinde, kommt der Ortsname nicht mehr vor). 
Der Windhaager Anteil an Pasching wird statistisch als Siedlungsteil mit dem Straßennamen Karlingberg gerechnet.
Das Siedlungsgebiet umfasst etwa 30 Gebäude, je etwa zur Hälfte in den Gemeinden Perg und Windhaag gelegen. Der "Wirt in Pasching" ist über den Nahbereich hinaus bekannt.
Nachbarorte
| Judenleiten (Gem. Allerheiligen i.Mkr.) | Hochtor (Gem. Windhaag b.P.)                | Pragtal (Gem. Windhaag b.P.)        |
| Kuchlmühle (Gem. Windhaag b.P.)         | Kompassrose, die auf Nachbargemeinden zeigt | Forndorf (Gem. Perg, Windhaag b.P.) |
| Karlingberg (Gem. Perg, Windhaag b.P.)  | Perg                                        | Mitterberg (Gem. Perg)              |

## Geschichte

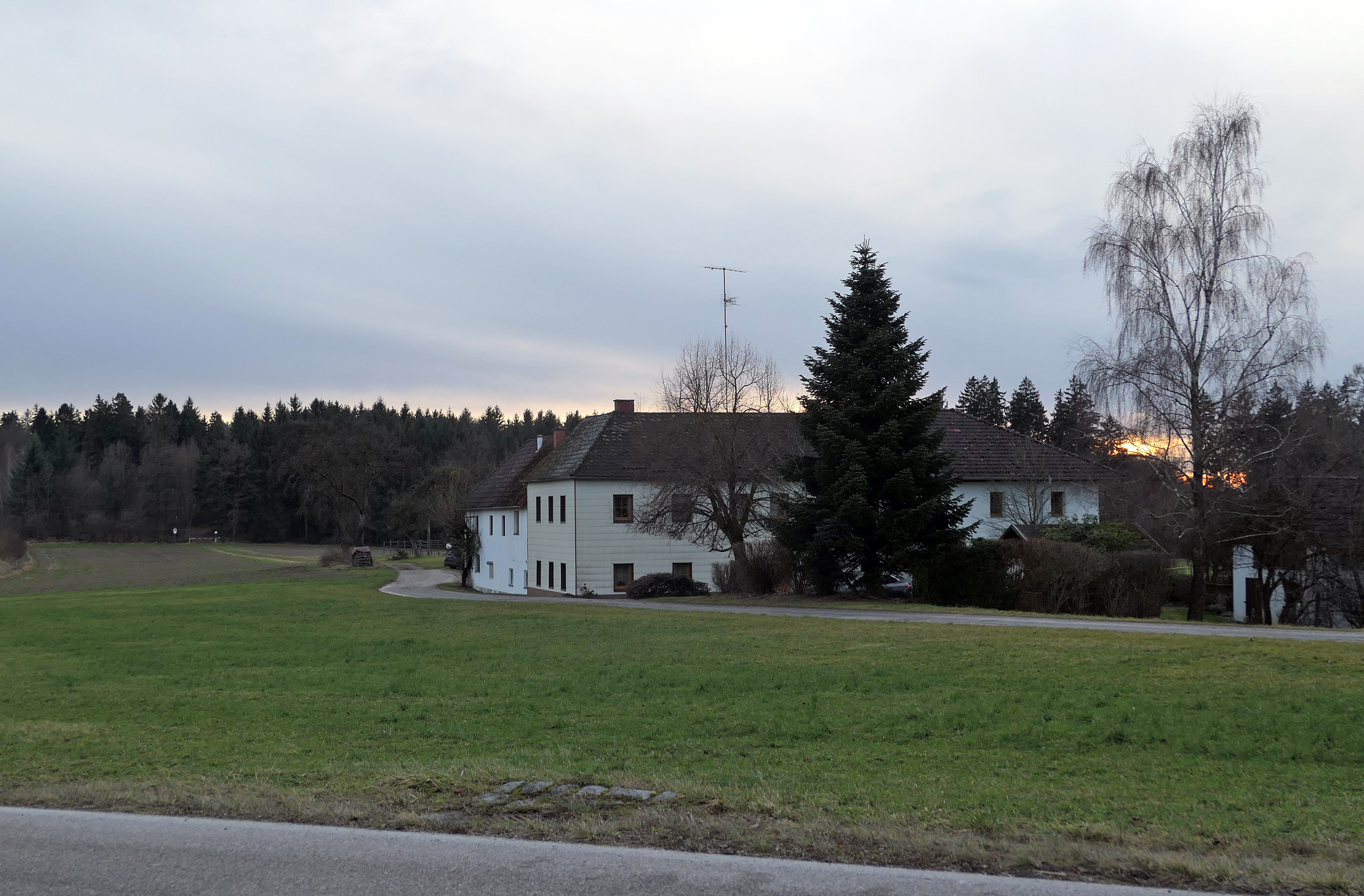
Ehemaliger Freisitz Pasching. Nachfolgebau Lehenbrunn Nr. 11

Bereits 1111 und später 1296 und 1358 wurde ein predium baschingin (‚Gut zu Pasching‘) genannt. 1568 gehörte der inzwischen in einen adeligen Freisitz umgewandelte Hof dem Dionisius Rainbacher, Ratsbürger und Marktrichter in Perg. Weitere Besitzer waren 1580 die Teuthmer von Auhof, die Baumgartner von Holenstein und Auhof, Joachim Enzmilner, Freiherr von Windhaag, und Georg Hagenauer, Bürger in Perg. Das Freigut zu Bäsching wurde in der Folge in mehrere Häuser zerteilt und aus der Landtafel gelöscht.